# Shōmu
L'empereur Shōmu (聖武天皇, Shōmu Tennō, 701-4 juin 756) est le quarante-cinquième empereur du Japon selon l'ordre traditionnel de la succession, et règne de 724 à 749.

## Généalogie
Shōmu est le fils de l'empereur Monmu et de Fujiwara no Miyako, une fille de Fujiwara no Fuhito.
Il a pour impératrice Kōmyō (光明皇后), demi-sœur de sa mère, qui lui donna deux enfants : la princesse Abe (阿倍内親王, future impératrice Kōken (孝謙天皇)), née en 718, et le prince héritier Motoi (基皇太子, né et mort en 727). Shōmu eut également trois enfants d'Agata Inukai no Hirotoji (県犬養広刀自) : la princesse Higami (井上内親王, qui épousa l'empereur Kōnin), le prince Asuka (安積親王), mort en 744, et la princesse Fuwa (不破内親王).

## Biographie
Shōmu succède à sa tante l'impératrice Genshō, qui lui laisse le trône en abdiquant en 724.
En 739, Shōmu reçoit une délégation nestorienne (composée, entre autres, du médecin persan Rimitsu) à sa cour, marquant ainsi l'un des premiers contacts entre Japon et christianisme.
Shōmu est surtout connu pour avoir commandé la statue du bouddha Vairocana du Tōdai-ji de Nara. À l'époque, l'entreprise est si importante (le daibutsu de Nara mesure 16 mètres de haut) que les chroniqueurs ultérieurs l'accusent d'avoir complètement épuisé les réserves du pays en bronze et métaux précieux. L'ancien empereur peint lui-même les yeux de la statue lors de la cérémonie d'ouverture en 752 et se déclare serviteur des Trois joyaux : le Bouddha, les enseignements et la communauté bouddhistes, élevant presque le bouddhisme au rang de religion officielle. Il a de même établi le système des temples provinciaux.
Shōmu est également connu comme le premier empereur dont l'impératrice en titre n'était pas née dans la Maison impériale : Kōmyō était une Fujiwara, et comme sa mère une fille de Fujiwara no Fuhito. Leur fils étant mort très jeune, c'est en faveur de sa fille l'impératrice Kōken qu'il abdique en 749, mais continue en fait à contrôler le gouvernement.